# Tribunal Penal Internacional para la antigua Yugoslavia
El Tribunal Penal Internacional para la antigua Yugoslavia (TPIY) fue un cuerpo de la Organización de las Naciones Unidas establecido en cumplimiento de la Resolución 827 de su Consejo de Seguridad, el 25 de mayo de 1993. Fue denominado en dicha resolución como «Tribunal internacional con la finalidad exclusiva de enjuiciar a los presuntos responsables de graves violaciones del derecho internacional humanitario cometidas en el territorio de la ex Yugoslavia entre el 1.º de enero de 1991 y una fecha que el Consejo de Seguridad determinará una vez restaurada la paz».
El Consejo de Seguridad consideró que desde 1991 se venían produciendo en territorio de Yugoslavia graves violaciones de los derechos humanos, así como una amenaza real y seria para la paz y seguridad de la zona balcánica en particular y europea en general.
Las funciones residuales del tribunal, incluida la supervisión de las condenas y el examen de los procedimientos de apelación iniciados desde el 1 de julio de 2013, pasaron en 2018 a la jurisdicción de un órgano sucesor, el Mecanismo Residual Internacional de los Tribunales Penales. 

## Jurisdicción y tipología
Al Tribunal se le otorgó jurisdicción internacional para perseguir y procesar a las personas naturales (no organizaciones públicas o privadas) culpables por los siguientes delitos:
1. Graves violaciones de las Convenciones de Ginebra de 1949.
2. Violaciones de las Convenciones Internacionales sobre la guerra y la costumbre internacional acuñada desde el fin de la Segunda Guerra Mundial.
3. Crímenes contra la humanidad
4. Genocidio.

A ellos se ha unido, siguiendo el criterio del propio Tribunal, los delitos sexuales, la tortura como instrumento ilegal de la guerra y la no exculpación por orden superior de la comisión de varios delitos.
Todas las funciones se realizan siguiendo el criterio del derecho internacional reconocido por la ONU y bajo el principio de garantías procesales habituales de las legislaciones más prestigiosas del mundo.
La pena máxima que puede imponer es la de cadena perpetua. Varios países han firmado acuerdos con las Naciones Unidas para que se cumplan en su territorio las penas de prisión impuestas. El último auto de acusación fue emitido el 15 de marzo de 2004. El Tribunal tiene por objeto completar todos los juicios antes de finales de 2009 y todas las apelaciones antes de 2010. Es un tribunal autónomo de la Corte Penal Internacional y la Corte Internacional de Justicia, ambos situados también en La Haya, pero que tienen un estatuto permanente y distintas jurisdicciones.

## Organización del Tribunal

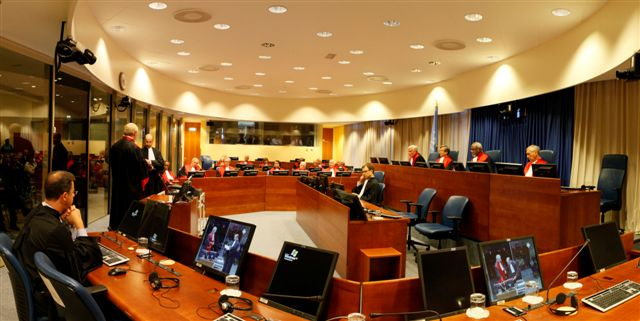
La Sala I, durante una ceremonia de juramento de los jueces.

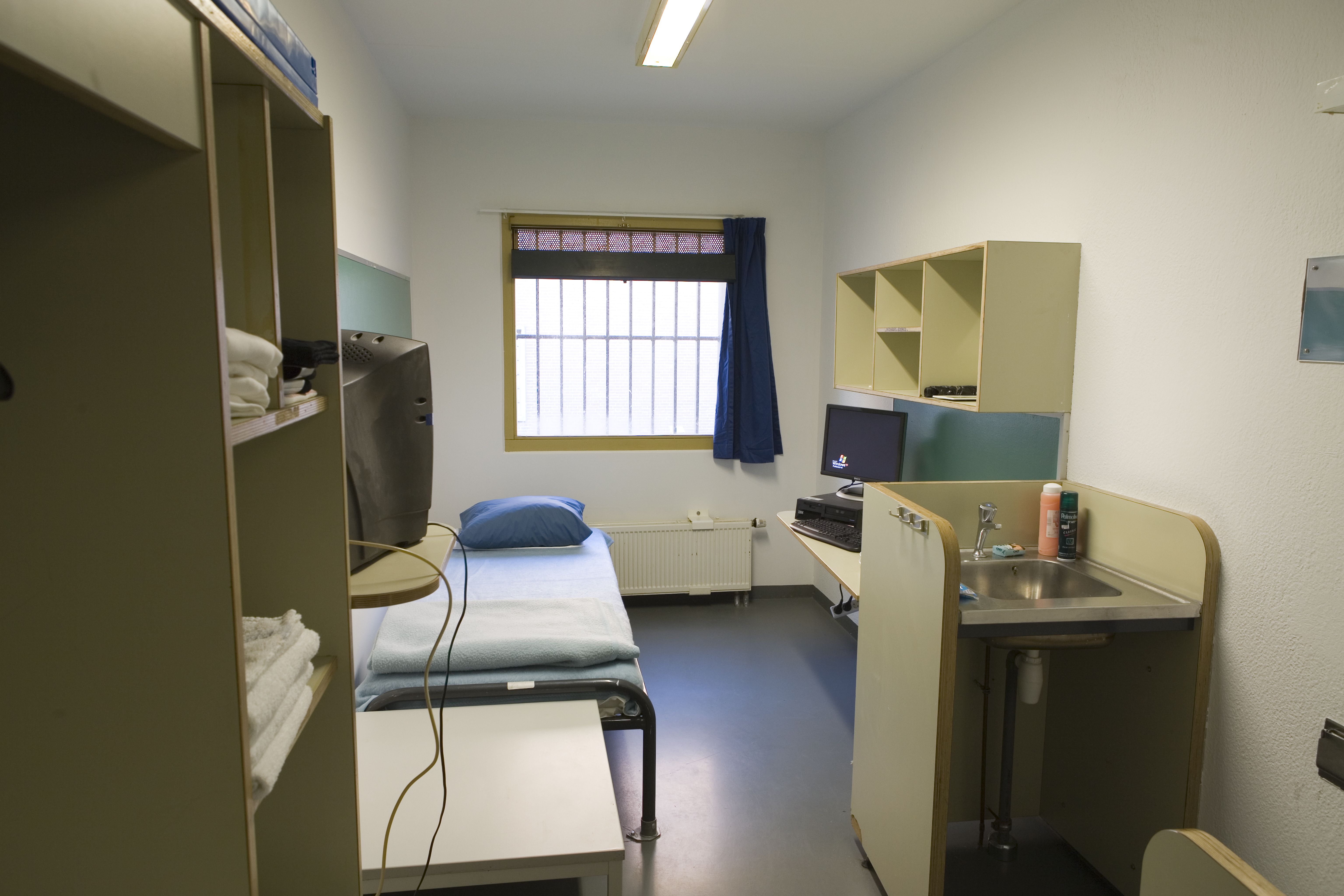
Una de las celdas de detención situadas en el tribunal. Imagen cortesía del TPIY.

### Fiscales
La Oficina del Fiscal (OTP) es responsable de investigar los delitos, reunir pruebas y procesar a los acusados. Está dirigida por el fiscal Serge Brammertz de Bélgica. Los fiscales anteriores fueron Ramón Escovar Salom, de Venezuela (1993-1994), Richard Goldstone, de Sudáfrica (1994-1996), Louise Arbour, de Canadá (1996-1999) y Carla Del Ponte, de Suiza (1999-2007).

### Jueces
El Tribunal está formado por 16 jueces nombrados por la Asamblea General de las Naciones Unidas, que son renovados cada 4 años, pudiendo ser reelegidos. Cuenta al mismo tiempo con una Cámara o Sala de Apelaciones, que comparte con el Tribunal Penal Internacional para Ruanda. El 19 de octubre de 2011, el juez Theodor Meron, de Estados Unidos, fue elegido como nuevo Presidente del Tribunal por los magistrados permanentes en una sesión plenaria extraordinaria. El magistrado Carmel A. Agius, de Malta, fue elegido nuevo Vicepresidente.
| Nombre                        | País           | Puesto          | Elección | Final |
| ----------------------------- | -------------- | --------------- | -------- | ----- |
| Theodor Meron                 | Estados Unidos | Presidente      | 2001     | 2007  |
| Carmel A. Agius               | Malta          | Vicepresidente  | 2001     | 2007  |
| Alphonsus Martinus Maria Orie | Países Bajos   | Juez Presidente | 2001     | 2007  |
| Fausto Pocar                  | Italia         | Juez            | 2001     | 2009  |
| Kevin Parker                  | Australia      | Juez            | 2003     | 2009  |
| Patrick Lipton Robinson       | Jamaica        | Juez            | 1998     | 2010  |
| Mohamed Shahabuddeen          | Guyana         | Juez            | 1997     | 2009  |
| Mehmet Güney                  | Turquía        | Juez            | 2001     | 2007  |
| Liu Daqun                     | China          | Juez            | 2000     | 2012  |
| Andresia Vaz                  | Senegal        | Juez            | 2005     | 2011  |
| Wolfgang Schomburg            | Alemania       | Juez            | 2001     | 2007  |
| O-Gon Kwon                    | Corea del Sur  | Vicepresidente  | 2001     | 2007  |
| Jean-Claude Antonetti         | Francia        | Juez            | 2003     | 2009  |
| Howard Morrison               | Reino Unido    | Juez            | 2009     | 2012  |
| Christine Van Den Wyngaert    | Bélgica        | Juez            | 2003     | 2009  |
| Elizabeth Odio Benito         | Costa Rica     | Juez            | 2003     | 2012  |
| Carmen Argibay                | Argentina      | Juez Ad litem   | 2001     | 2005  |
| Bakone Justice Moloto         | Sudáfrica      | Juez Ad litem   | 2005     | 2011  |
| Krister Thelin                | Suecia         | Juez Ad litem   | 2003     | 2009  |
| Janet M. Nosworthy            | Jamaica        | Juez Ad litem   | 2005     | 2011  |
| Frank Hoepfel                 | Austria        | Juez Ad litem   | 2005     | 2011  |
| Árpád Prandler                | Hungría        | Juez Ad litem   | 2006     | 2012  |
| Stefan Trechsel               | Suiza          | Juez Ad litem   | 2006     | 2012  |
| Antoine Kesia-Mbe Mindua      | Congo          | Juez Ad litem   | 2006     | 2012  |
| Ali Nawaz Chowhan             | Pakistán       | Juez Ad litem   | 2006     | 2012  |
| Tsvetana Kamenova             | Bulgaria       | Juez Ad litem   | 2006     | 2012  |
| Kimberly Prost                | Canadá         | Juez Ad litem   | 2006     | 2012  |
| Ole Bjørn Støle               | Noruega        | Juez Ad litem   | 2006     | 2012  |
| Frederik Harhoff              | Dinamarca      | Juez Ad litem   | 2007     | 2013  |
| Flavia Lattanzi               | Italia         | Juez Ad litem   | 2007     | 2013  |

## Actuaciones

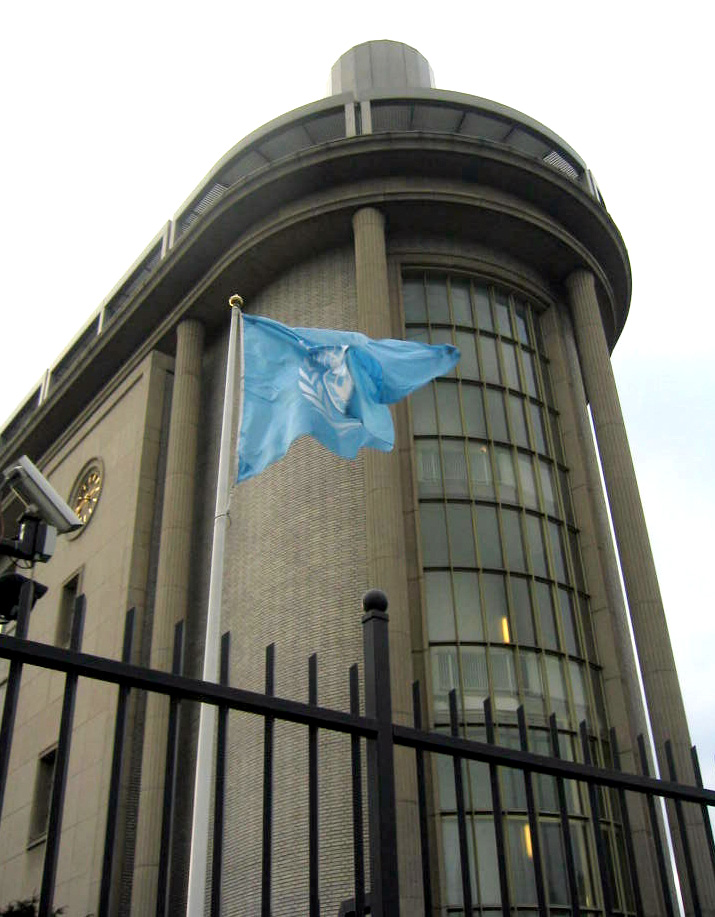
Vista exterior de uno de los laterales del edificio.

Hasta 2004, el Tribunal había recibido 3500 testimonios y tiene procesadas a fecha de marzo de 2005 a 124 personas, entre ellas Slobodan Milošević, expresidente de Yugoslavia, quien fue entregado en 2001 pero falleció en las dependencias del Tribunal pendiente de juicio el 11 de marzo de 2006.
El 8 de diciembre de 2005 el general croata Ante Gotovina fue detenido por fuerzas policiales españolas en las Islas Canarias, cumpliendo un requerimiento de la Corte en su contra.
Naser Orić, antiguo comandante de las fuerzas musulmanas de Srebrenica, fue condenado a dos años de prisión por crímenes de guerra contra los serbobosnios de esa zona oriental bosnia entre 1992 y 1993. No obstante, Oric fue puesto en libertad, ya que llevaba más de dos años en prisión preventiva.
A diferencia de lo sucedido en los Tribunales de Núremberg y Tribunales de Tokio, este fue un ejemplo de justicia penal instituida por la comunidad internacional actuando como un todo, y no una imposición realizada por los vencedores en un conflicto internacional.
Uno de los últimos procesados por el tribunal fue el antiguo líder de los serbios de Bosnia, Radovan Karadžić, prófugo desde 1995 y detenido en Belgrado el 21 de julio de 2008. Su juicio comenzó el 26 de octubre de 2009, enfrentándose a 11 cargos que incluyen los delitos de genocidio, crímenes contra la humanidad y crímenes de guerra; Por su parte, el general Ratko Mladić, detenido el 26 de mayo de 2011, y acusado de idénticos delitos, comenzó a ser juzgado el 3 de junio de ese mismo año.
En julio de 2011 fue detenido el último prófugo del tribunal: Goran Hadžić, acusado de algunos de los cargos más graves tipificados por el TPIY.
El último veredicto del tribunal sería la sentencia contra Ratko Mladić, el 22 de noviembre de 2017, tras lo cual se ocupó de los casos pendientes el Mecanismo para los Tribunales Penales Internacionales (MTPI).

## Datos
En la sede del TPIY estuvieron empleadas unas 1300 personas originarias de 83 países, y su presupuesto fue creciendo de los 276.000 dólares en 1993 a los 223,2 millones de dólares en 2003. Estaba situado en un edificio en el centro de la ciudad de La Haya (Países Bajos).